# Rapid Eye Movement
A rapid eye movement (rövidítése: REM, a.m. „gyors szemmozgás”) az alvás egyik fázisának tudományos, angol megnevezése.

## Jellemzői
A légzés ilyenkor szabálytalanabb, gyorsabb és kevésbé mély. A szemek gyors mozgást végeznek mindenféle irányban, a végtagok izmai átmenetileg képtelenek a mozgásra. Az álmok túlnyomó többsége a REM fázisban történik. A vizsgálatok szerint ekkor az agynak azok a területei aktívak, amelyek a tanulásban, a gondolkodásban, a dolgok megszervezésében vesznek részt. A REM fázisból a legkönnyebb felébredni, ez gyakran meg is történik (rövid időre, néhány másodpercre) de erre a reggeli felébredésnél nem emlékszünk.
A légzés felgyorsul, valamint rendszertelen, felszínes lesz, a szívverés is felgyorsul, a vérnyomás megemelkedik. Az effajta alvás alatt az izmok átmenetileg megbénulnak, ezért álmodhatunk sokszor arról, hogy a végtagjaink nem működnek (pl. nem bírunk elfutni).
Egy alvási ciklus nagyjából 90-120 percig tart, ez alatt 4 NREM (non-rapid eye movement – amikor nincs szemmozgás) és 1 REM (rapid eye movement) fázis különíthető el egymástól. Ilyen ciklusból egy éjszaka alatt négy-hat fordul elő. Az éjszaka előrehaladtával a mély NREM fázisok hossza csökken, akár 3-4-szer rövidebb lesz, a REM fázisok hossza növekszik.
A gyors szemmozgású fázis első szakasza általában az elalvást követő egy-másfél óra után kezdődik. Ezután az alvási szakaszok ismétlődnek.  Reggelre már szinte kizárólag NREM első és második szakaszok, valamint a REM szakasz marad meg. Ha ez utóbbi szakaszt megszakítva ébredünk fel, akkor ezen szakasz az ezt követő napokon hosszabb lesz, egészen addig, amíg a szervezet be nem hozza a lemaradást. Összességében általában az alvásidőnk 50%-át töltjük a REM nélküli alvás 1. és a 2. szakaszában, 20%-át a 3. és a 4. szakaszában, valamint ugyanennyit az REM-ben.

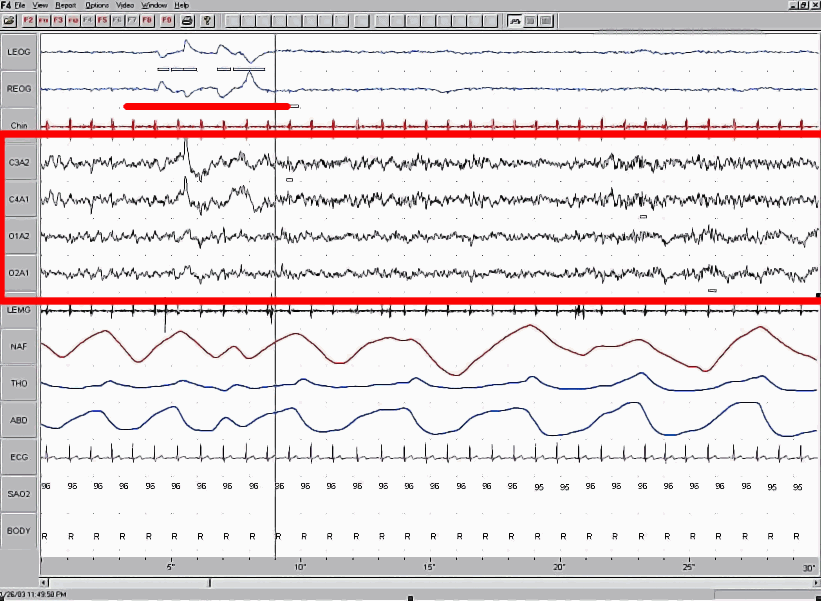
Poliszomnográfiás vizsgalat a REM fázis közben

A kialvatlanság rontja az ember teljesítőképességét és csökkenti az immunrendszer védekező képességét. Az alvásmegvonás, vagy a REM fázis megvonása halálhoz is vezethet. Ahogy öregszünk, a REM szakaszban eltöltött idő fokozatosan csökken.
Ismeretes, hogy a REM alvás az agy azon részeit stimulálja, amelyek a tanulást és a memóriát határozzák meg. Kísérletekből arra lehet következtetni, hogy az álmok tükrözhetik az agy szelektálását, pontosabban azt, hogy szelektálva tárolja az agy az ébrenlét alatt újonnan kapott információkat. Miközben ezeket az információkat az agy feldolgozza, elképzelhető, hogy újra bejárja ezeket a helyeket, miközben a régi emlékeket eltávolítja onnan, más szóval azok feledésbe merülnek. Ez a folyamat magyarázatot szolgáltathat arra, hogy a gyerekkori emlékek miért lehetnek frissebb emlékekkel tarkítva. A tanulmányok arra is rámutatnak, hogy a REM mellett más alvásszakaszokban is szükséges az agy tanulásra és emlékezésre használt idegpályáinak formálása.

## Fordítás
- Ez a szócikk részben vagy egészben  a   Rapid_eye_movement_sleep című angol Wikipédia-szócikk fordításán alapul.  Az eredeti cikk szerkesztőit annak laptörténete sorolja fel. Ez a jelzés csupán a megfogalmazás eredetét és a szerzői jogokat jelzi, nem szolgál a cikkben szereplő információk forrásmegjelöléseként.